# Elyzaveta Bryzhina
Elyzaveta Bryzhina (en ukrainien : Єлизавета Вікторівна Бризгіна), née le 28 novembre 1989 à Louhansk, est une athlète ukrainienne spécialiste du 200 mètres.

## Carrière
Elle est la fille de Viktor Bryzhin et de Olha Vladykina-Bryzhina, anciens sprinteurs soviétiques, champions olympiques lors des Jeux olympiques de 1988 et de 1992. Elle a une sœur cadette, Anastasiya Bryzhina (née en 1998) spécialiste du 400 m.
Elle se distingue durant la saison 2007 en se classant deuxième du 200 m des Championnats d'Europe juniors 2007 dans le temps de 23 s 66. En début de saison 2009, elle remporte son premier titre national sénior à l'occasion des Championnats d'Ukraine en salle.  
En 2010, Elyzaveta Bryzhina s'impose lors des Championnats d'Europe par équipes de Bergen en améliorant son record personnel du 200 m avec 22 s 71. Sélectionnée pour les Championnats d'Europe de Barcelone, l'Ukrainienne se classe deuxième de la finale du 200 mètres derrière la Française Myriam Soumaré, améliorant une nouvelle fois sa meilleure marque personnelle avec 22 s 44. En fin de compétition, Bryzhina remporte la médaille d'or du relais 4 × 100 mètres aux côtés de Olesya Povkh, Nataliya Pohrebnyak et Mariya Ryemyen. L'équipe d'Ukraine établit la meilleure performance mondiale de l'année en 42 s 29 et devance finalement la France et la Pologne.
Aux championnats du monde de Moscou en 2013, elle échoue en demi-finale, 5e de sa course ; elle est contrôlée positive à cette occasion à la drostanolone et est déclassée puis suspendue par l'IAAF.
Le 10 juillet 2016, elle échoue avec ses coéquipières au pied du podium de la finale du relais 4 x 100 m des Championnats d'Europe d'Amsterdam en 42 s 87, à relative distance de la médaille de bronze (l'Allemagne en 42 s 47). En raison de la suspension de dopage d’Olesya Povh, le relais est toutefois disqualifié en 2018.

## Palmarès
| Date | Compétition                          | Lieu               | Résultat | Épreuve   | Temps   |
| ---- | ------------------------------------ | ------------------ | -------- | --------- | ------- |
| 2005 | Fest. olympique de la jeunesse euro. | Lignano Sabbiadoro | 1re      | 100 m     | 11 s 60 |
| 2007 | Championnats d'Europe juniors        | Hengelo            | 2e       | 200 m     | 23 s 66 |
| 2007 | Championnats d'Europe juniors        | Hengelo            | 2e       | 4 × 100 m | 44 s 77 |
| 2010 | Championnats d'Europe par équipes    | Bergen             | 1re      | 200 m     | 22 s 71 |
| 2010 | Championnats d'Europe                | Barcelone          | 2e       | 200 m     | 22 s 44 |
| 2010 | Championnats d'Europe                | Barcelone          | 1re      | 4 × 100 m | 42 s 29 |
| 2010 | Coupe continentale                   | Split              | 2e       | 200 m     | 23 s 37 |
| 2010 | Coupe continentale                   | Split              | 2e       | 4 × 100 m | 43 s 77 |
| 2011 | Universiade                          | Shenzhen           | 1re      | 4 x 100 m | 43 s 33 |
| 2012 | Jeux olympiques                      | Londres            | 3e       | 4 × 100 m | 42 s 04 |
| 2016 | Championnats d'Europe                | Amsterdam          | finale   | 4 x 100 m | DQ      |
| 2016 | Jeux olympiques                      | Rio de Janeiro     | finale   | 4 x 100 m | DQ      |
| 2017 | Championnats d'Europe par équipes    | Lille              | finale   | 4 x 100 m | DQ      |

## Records
| Épreuve | Épreuve   | Performance | Lieu          | Date            |
| ------- | --------- | ----------- | ------------- | --------------- |
| 60 m    | 60 m      | 7 s 37      | Sumy          | 18 février 2009 |
| 100 m   | 100 m     | 11 s 42     | Kropyvnytskyï | 25 mai 2016     |
| 200 m   | Plein air | 22 s 44     | Barcelone     | 31 juillet 2010 |
| 200 m   | Salle     | 23 s 72     | Tallinn       | 4 février 2009  |